# Dennis Novak
Dennis Novak (Wiener Neustadt; 28 de agosto de 1993) es un tenista profesional de Austria.
Novak hizo su debut en el cuadro principal del ATP en el Torneo de Kitzbühel 2013, donde clasificó para el cuadro principal al derrotar a Matthias Haim, Lorenzo Giustino y Tihomir Grozdanov en las rondas de clasificación. En el cuadro principal perdió ante su compatriota Andreas Haider-Maurer, 4-6, 4-6.

## Carrera
Su mejor ranking individual es el Nº 85 alcanzado el 8 de abril de 2020, mientras que en dobles logró la posición 283 el 12 de junio de 2017.
No ha logrado hasta el momento títulos de la categoría ATP si de la ATP Challenger Tour tres individual, también ha obtenido varios títulos Futures tanto en individuales como en dobles.

## Títulos ATP (0; 0+0)

### Dobles (0)
| Leyenda                         |
| Grand Slam (0)                  |
| ATP Wourld Tour Finals (0)      |
| ATP Masters 1000 World Tour (0) |
| ATP World Tour 500 series (0)   |
| ATP World Tour 250 series (0)   |

#### Finalista (1)
| N.º | Fecha               | Torneo    | Superficie    | Pareja        | Oponentes en la final           | Resultado        |
| --- | ------------------- | --------- | ------------- | ------------- | ------------------------------- | ---------------- |
| 1.  | 23 de julio de 2016 | Kitzbühel | Tierra batida | Dominic Thiem | Wesley Koolhof Matwé Middelkoop | 6-2, 3-6, [9-11] |

## Títulos ATP Challenger

### Individual (3)
| N.° | Fecha                   | Torneo                   | Superficie | Oponente en la final | Resultado |
| --- | ----------------------- | ------------------------ | ---------- | -------------------- | --------- |
| 1.  | 14 de abril de 2019     | Challenger de Taipéi     | Dura (i)   | Sergiy Stakhovsky    | 6-2, 6-4  |
| 2.  | 10 de noviembre de 2019 | Challenger de Bratislava | Dura (i)   | Damir Džumhur        | 6-1, 6-1  |
| 3.  | 7 de enero de 2023      | Challenger de Nonthaburi | Dura       | Wu Tung-Lin          | 6-4, 6-4  |